# Tiro nos Jogos Paralímpicos de Verão de 2012 - Carabina de ar deitado 10 m misto SH2
A prova de carabina de ar deitado 10 metros misto na classe SH2 do tiro nos Jogos Paralímpicos de Verão de 2012 foi disputada no dia 1 de setembro no The Royal Artillery Barracks, em Londres.

## Medalhistas
| Ouro   | UKR Vasyl Kovalchuk |
| Prata  | FRA Raphaël Voltz   |
| Bronze | GBR James Bevis     |

## Resultados

### Fase de qualificação
| Pos. | Atleta | G                          | 1   | 2   | 3   | 4   | 5   | 6   | Total | Notas |
| ---- | ------ | -------------------------- | --- | --- | --- | --- | --- | --- | ----- | ----- |
| =1   | M      | KOR Jeon Yong-Jun          | 100 | 100 | 100 | 100 | 100 | 100 | 600   |       |
| =1   | M      | UKR Vasyl Kovalchuk        | 100 | 100 | 100 | 100 | 100 | 100 | 600   |       |
| =3   | M      | KOR Lee Ji-Seok            | 100 | 100 | 100 | 100 | 100 | 100 | 600   |       |
| =3   | M      | SLO Damjan Pavlin          | 100 | 100 | 100 | 100 | 100 | 100 | 600   |       |
| =5   | F      | GBR Georgina Callingham    | 100 | 100 | 100 | 100 | 100 | 100 | 600   |       |
| =5   | M      | NZL Michael Johnson        | 100 | 100 | 100 | 100 | 100 | 100 | 600   |       |
| 7    | M      | FRA Raphaël Voltz          | 100 | 100 | 100 | 100 | 100 | 100 | 600   |       |
| 8    | M      | GBR James Bevis            | 100 | 100 | 100 | 100 | 100 | 100 | 600   |       |
| 9    | M      | DEN Jonas Andersen         | 100 | 100 | 100 | 100 | 100 | 100 | 600   |       |
| 10   | M      | AUS Bradley Mark           | 100 | 100 | 100 | 100 | 100 | 100 | 600   |       |
| 11   | M      | FRA Tanguy de la Forest    | 100 | 99  | 100 | 100 | 100 | 100 | 599   |       |
| 12   | M      | KOR Kang Ju-Young          | 100 | 100 | 100 | 99  | 100 | 100 | 599   |       |
| 13   | F      | NOR Sonja Jennie Tobiassen | 100 | 100 | 100 | 100 | 100 | 99  | 599   |       |
| 14   | F      | FIN Minna Sinikka Leinonen | 99  | 100 | 100 | 100 | 100 | 100 | 599   |       |
| 15   | M      | GER Andreas Schaefers      | 100 | 100 | 100 | 99  | 100 | 100 | 599   |       |
| 16   | M      | CHN Yuan Hongxiang         | 100 | 100 | 100 | 100 | 99  | 100 | 599   |       |
| 17   | M      | GBR Ryan Cockbill          | 100 | 100 | 100 | 100 | 99  | 99  | 598   |       |
| 18   | M      | SRB Sinisa Vidić           | 100 | 99  | 99  | 100 | 100 | 100 | 598   |       |
| 19   | M      | SRB Dragan Ristić          | 100 | 100 | 100 | 99  | 100 | 99  | 598   |       |
| 20   | M      | FRA Cédric Rio             | 100 | 99  | 100 | 99  | 100 | 100 | 598   |       |
| 21   | M      | JPN Akiko Sega             | 99  | 99  | 100 | 100 | 100 | 100 | 598   |       |
| 22   | M      | CRO Ivica Bratonović       | 100 | 100 | 98  | 99  | 100 | 100 | 597   |       |
| 23   | M      | GRE Evangelos Kakosaios    | 99  | 100 | 98  | 100 | 100 | 99  | 596   |       |
| 24   | F      | GRE Theodara Moutsiou      | 100 | 100 | 97  | 100 | 100 | 99  | 596   |       |
| 25   | M      | CAN Doug Blessin           | 100 | 98  | 98  | 99  | 100 | 100 | 595   |       |
| 26   | M      | GER Leopold Rupp           | 99  | 100 | 100 | 99  | 98  | 99  | 595   |       |
| 27   | M      | AUS Jason Maroney          | 100 | 99  | 98  | 99  | 99  | 99  | 594   |       |
| 28   | M      | AUS Luke Cain              | 98  | 97  | 100 | 100 | 99  | 98  | 592   |       |
| 29   | M      | SLO Franček Gorazd Tiršek  | 100 | 98  | 98  | 100 | 96  | 98  | 590   |       |
| 30   | M      | CRO Stanko Piljak          | 98  | 95  | 99  | 100 | 98  | 99  | 589   |       |
| 31   | M      | ITA Massimo Dalla Casa     | 97  | 98  | 97  | 100 | 99  | 97  | 588   |       |

### Fase final
| Pos.   | Atleta                  | Qual. | 1    | 2    | 3    | 4    | 5    | 6    | 7    | 8    | 9    | 10   | Final | Total | Shoot-off | Notas               |
| ------ | ----------------------- | ----- | ---- | ---- | ---- | ---- | ---- | ---- | ---- | ---- | ---- | ---- | ----- | ----- | --------- | ------------------- |
| Ouro   | UKR Vasyl Kovalchuk     | M     | 10.8 | 10.3 | 10.8 | 10.5 | 10.5 | 10.8 | 10.5 | 10.8 | 10.5 | 10.9 | 106.4 | 706.4 |           | Recorde paralímpico |
| Prata  | FRA Raphaël Voltz       | M     | 10.8 | 10.7 | 10.6 | 10.7 | 10.7 | 10.3 | 10.4 | 10.9 | 10.7 | 10.1 | 105.9 | 705.9 | 10.5      |                     |
| Bronze | GBR James Bevis         | M     | 10.6 | 10.5 | 10.6 | 10.6 | 10.7 | 10.7 | 10.4 | 10.8 | 10.4 | 10.6 | 105.9 | 705.9 | 10.4      |                     |
| 4      | NZL Michael Johnson     | M     | 10.5 | 10.6 | 10.3 | 10.5 | 10.7 | 10.6 | 10.7 | 10.7 | 10.4 | 10.7 | 105.7 | 705.7 |           |                     |
| 5      | SLO Damjan Pavlin       | M     | 10.7 | 10.6 | 10.7 | 10.4 | 10.6 | 10.8 | 10.7 | 10.3 | 10.2 | 10.6 | 105.6 | 705.6 |           |                     |
| 6      | KOR Lee Ji-Seok         | M     | 10.6 | 10.5 | 10.8 | 10.5 | 10.7 | 10.6 | 10.4 | 10.4 | 10.8 | 10.1 | 105.4 | 705.4 |           |                     |
| 7      | GBR Georgina Callingham | F     | 10.6 | 10.0 | 10.8 | 10.5 | 10.2 | 10.5 | 10.8 | 10.7 | 10.6 | 10.5 | 105.2 | 705.2 |           |                     |
| 8      | KOR Jeon Yong-Jun       | M     | 10.2 | 10.6 | 10.0 | 10.6 | 10.6 | 10.7 | 10.4 | 10.4 | 10.6 | 10.5 | 104.6 | 704.6 |           |                     |

Legenda
| Recorde mundial      | Recorde mundial (World record)               |                       | Recorde africano                      | Recorde africano (African) |                                           | Q | Classificado por posição (Qualified) |
| Recorde paralímpico  | Recorde paralímpico (Paralympic record)      | Recorde da América    | Recorde da América (Americas)         | q                          | Classificado por melhor tempo (Qualified) |   |                                      |
| Melhor marca do ano  | Melhor marca do ano (World leading)          | Recorde asiático      | Recorde asiático (Asian)              | DNS                        | Não largou (Did not start)                |   |                                      |
| Recorde nacional     | Recorde nacional (National record)           | Recorde europeu       | Recorde europeu (European)            | DNF                        | Não terminou (Did not finish)             |   |                                      |
| Recorde pessoal      | Recorde pessoal do atleta (Personal best)    | Recorde da Oceania    | Recorde da Oceania (Oceania)          | DSQ / DQ                   | Desclassificado (Disqualified)            |   |                                      |
| Recorde da temporada | Recorde da temporada do atleta (Season best) | Recorde sul-americano | Recorde sul-americano (South America) | NM                         | Sem marca (No mark)                       |   |                                      |